# Ранко Рихтман
Ранко Рихтман (Сарајево, 1948) јесте босанскохерцеговачки пијаниста, композитор, аранжер и диригент.

## Образовање
Ранко Рихтман је похађао Музичку академију у Сарајеву, где је дипломирао на Одсеку за етномузикологију и дириговање, а потом је похађао Беркли, где је завршио џез композицију и аранжирање у класи професора Херба Помероја. 

## Каријера
Рихтман је свирао оргуље и клавир у неколико поп и рок бендова, као што су Чичци, Амбасадори, а посебно у Индексима, чији је био дугогодишњи члан.

### Дириговање и сарадње
Од 1974. до 1992. године Рихтман је радио као диригент Плесног оркестра Радио телевизије Сарајево, касније Радио-телевизије Босне и Херцеговине, обично диригујући оркестром за ВШС, који се одржавао сваке године у Сарајеву.  Два пута је за Југославију аранжирао песме за Песму Евровизије, обе у продукцији Радио телевизије Сарајево, прво песму Гори ватра 1973. коју је компоновао Кемал Монтено, коју је отпевао Здравко Чолић и дириговао Есад Арнауталић, а 1981. када се Југославија вратила у такмичење после петогодишњег одсуства, аранжирао је и дириговао Лејлу, коју је певао Сеид Мемић Вајта.
Радио је као аранжер и диригент за разне извођаче, као што су Здравко Чолић, Исмета Дервоз, Кемал Монтено, у поп музици, а у рок музици са Бијелим дугметом. У џезу је радио као диригент и аранжер са уметницима као што су Душко Гојковић, Стјепко Гут, Џез оркестар Чешког радија, Роберто Цитадини.
Сарађивао је и са разним ансамблима класичне, џез и џез-рок музике, као што су Сарајевска филхармонија, Народно позориште Сарајево, Симфонијски оркестар РТВ Словеније, Оркестар Глинке из Санкт Петербурга.
Када се 1992. преселио у Израел, на почетку рата у Босни, радио је на Израелском радију и сарађивао са писцем и сценаристом Ђорђем Лебовићем на писању Југославије у четири става, које је изведено на фестивалу класичне музике Кфар Блум. У Израелу је предавао џез хармонију, аранжирање и клавир, радио је као академски саветник и радио као диригент професионалног Биг бенда и аранжер са пуним радним временом на истом колеџу где је предавао.

### Филмска музика
Писао је музику за филм, ТВ и позориште. Његово стваралаштво су Мирис дуња, Мој брат Алекса, Савршени круг, Јасмина, позоришне представе Војзек, Хамлет и др.

### Химна БиХ
Компоновао је прву босанскохерцеговачку химну као независну државу, Једна си једина, на основу старе босанске народне пјесме С оне стране Пливе, коју је обрадио 1992. године, а аутор је и аранжмана за званичну верзију актуелне химна, коју је компоновао Душан Шестић 1998.    

### Предавање
Од 2016. до 2017. године био је предавач на Музичкој академији у Сарајеву предајући џез хармонију, аранжирање и клавир. Од пресељења у Пореч, 2015. године, повремено се појављује на хрватској музичкој сцени као аранжер. Био је на истој позицији на Хед колеџу за савремену музику у Тел Авиву, након што се преселио у Израел на почетку рата у Босни 1992. године, где је такође радио као академски саветник.

## Приватни живот
1992. године, почетком рата у Босни, Рихтман се преселио у Израел где је живео и наставио да се бави музичким радом до 2015. године. Од 2015. године Рихтман се преселио у Пореч, где тренутно живи.